# 楓カレン
楓 カレン（かえで かれん、1999年〈平成11年〉8月25日 - ）は、日本のAV女優、元グラビアアイドル。ライフプロモーションに所属。

## 経歴
2018年9月、グラビアアイドルとしてデビュー。12月にアイデアポケット創立20周年記念女優として専属でAVデビュー。2019年10月、高画質Blu-ray推進キャンペーンガールにひなたまりんとともに就任。
2021年4月発表、アサヒ芸能「2021現役AV女優SEXY総選挙」で第9位。8月発表、「読者300人が選んだFLASH 2021セクシー女優ランキング」読者投票23位。8月度及び9月度のFANZAレンタルフロア月間AV女優ランキング1位を記録。業界賞レースには一切絡まなかったものの、アイデアポケットの柱といえる存在となった。
2022年3月28日、TwitterにてAV女優業引退を表明。5月に発表されたアサヒ芸能「2022現役AV女優SEXY総選挙」で第10位。
2023年2月13日週、FANZA通販フロアランキングにて『楓カレン-純美の終焉- COMPLETE BEST 48時間BOX 豪華37作品12枚組』が1位を記録。同年4月20日、「田中レモン」名義でFALENO専属として再デビュー。所属事務所はエイトマンで5作品をリリース。当人からは公言されていない（「楓カレン」としての復帰後にSNSのプロフィールで別名義だったことを認めている）が台湾を中心に同一人物と報道。中文Wikipediaでは田中柠檬と改名されている。同年6月27日、楓カレンとして完全復活をツイート。ライフプロモーションに再所属する。10月30日、ロフトプラスワンにて大島てるをゲストに迎える『人生事故物件ナイト』を開催。デビュー以来初のトークイベントとなり、楓が今一番気になるという大島に好きな食べ物や好きな楽曲、学生時代の部活などを聞き深堀りするイベントとなった。11月14日、復帰作「楓カレン -Second Impression- 伝説再び。」を発売。復帰後はデビュー時と同じくアイデアポケット専属となる。12月、アサヒ芸能編集部による「アサ芸AV大賞2023」でカムバック大賞受賞。
2024年4月発売『アサヒ芸能』発表「2024現役AV女優セクシー総選挙」において総合3位となる。東京3位、大阪2位と復帰以前と比べても大幅に票を伸ばし、トップ3入りを果たした。
2025年1月13日週FANZA通販フロアランキングで『楓カレンと新ありな。最強のふたり。女神ハーレム 今世紀最も美しいお姉さんに挟まれ痴女られSpecial』が初登場3位を記録。

## 人物
- 東京都出身。
- 特技は料理（特に肉じゃが）[23]。主食は駄菓子[23]。
- 憧れのAV女優として橋本ありなをあげている[3]。女優の川口春奈に似ていると評されている。なおグラビアアイドル時代に憧れていたのは、中村静香[24]。
- ペットは犬（犬種は狆）の“うし”。
- 見た目に反してかつてはアニメイトに通うほどのアニメファンであった[23]。アニメイトでBL作品と出会い、以降はBL漫画読書を趣味にする[23]。
- 髪型は長らくロングヘアだったが再デビュー時にはショートヘアにしている。
- 「女版・吉村卓」の異名を持つ[25]。
- 芸人の青柳貴哉は「ルックスが清楚なのに、小ボケを計算してちょこちょこ言うタイプ」と性格を述べている[26]。
- ゴールデンボンバー・鬼龍院翔はファンを公言しており、前述の「完全復活」ツイートの際には「解散したバンドが突如、再結成したようなもの。日本は夢ある。この国も捨てたもんじゃない」[27]、「きっと若者に夢は諦めちゃいけないってメッセージなんだと思います」と述べている[27]。

## 作品

### イメージ・ビデオ
- 楓カレン物語（2018年9月25日、Air control）[28]
- Fetish／楓カレン（2019年2月22日、竹書房）[29]
- Karen Midsummer breeze（2019年9月19日、REbecca）
- Lover’s Day/楓カレン（2020年1月17日、ファインピクチャーズ）
- Karen2 breath of island（2020年6月4日、REbecca）[30]
- 新・湯女ごこち 5/楓カレン（2020年12月18日、スパイスビジュアル）
- Clarity 楓カレン（2021年7月2日、ファインピクチャーズ）
- Karen3 奄美の海で微笑んで（2021年10月7日、REbecca）

### 写真集
- らぶぱら（2019年4月26日、竹書房、撮影：マキハラススム）ISBN 978-4801918481[31]
- karen（2019年11月25日、彩文館出版、撮影：ALEX WON）ISBN 978-4775606179
- maple syrup（2020年9月27日、彩文館出版、撮影：斉木弘吉）ISBN 978-4775606292
- カレンの奄美大島観光ツアー（2021年10月15日、竹書房、撮影：富田恭透）ISBN 978-4801928619
- 神ぱら 楓カレン（2024年3月22日、竹書房、撮影：マキハラススム） ISBN 978-4801939356

### トレーディング・カード
- AVC ジューシーハニー コレクションカード PLUS#5（2019年12月15日、ミント）

### アダルトビデオ
| Year | Release Date | Title | ID       | Company          |
| ---- | ------------ | --- | -------- | ---------------- |
| 2018 | 12月13日     | FIRST IMPRESSION 130 純美 ―美しすぎるピュア美少女誕生― | IPX-235  | アイデアポケット |
| 2019 | 1月13日      | 美しきピュア美少女のイクイク快感絶頂4セックス 専属第2弾 全5コーナー! カレンのHたっぷり見せます!                                                                                           | IPX-248  | アイデアポケット |
| 2019 | 2月13日      | ねぇねぇエッチしちゃう? ピュア美少女カレンとの学園性活 専属第3弾 美しいけど押しに弱い! | IPX-264  | アイデアポケット |
| 2019 | 3月13日      | 白衣の神対応 無防備なチラリズムで常に誘惑しちゃう天然純粋ナース あなた目線の主観映像も!                                                                                                   | IPX-278  | アイデアポケット |
| 2019 | 4月13日      | ピュア美少女と交わすヨダレだらだらツバだくだく濃厚な接吻とセックス | IPX-291  | アイデアポケット |
| 2019 | 5月13日      | 瞬イキ!ビックビク痙攣アクメ体質に覚醒した 楓カレン 私が知っているイクッは本当のイクッじゃなかった…                                                                                        | IPX-305  | アイデアポケット |
| 2019 | 6月13日      | 絶頂84回!大痙攣93回!潮吹き8300cc!エロス極限突破トランス絶頂FUCK | IPX-320  | アイデアポケット |
| 2019 | 7月13日      | ピュア美少女の風俗4本番 何度も何度も奥まで捻じ込み連激ピストンOK!!3時間本指名6コーナー | IPX-334  | アイデアポケット |
| 2019 | 8月13日      | 中年好きな文学美少女に身動きできない状態でじっくりねっとり痴女られる。 | IPX-352  | アイデアポケット |
| 2019 | 9月13日      | 「こんなにイカされるなんて…」 絶頂後にぶっちぎりの追撃弾丸ピストン 154回の絶頂!5124回のピストン!史上最大級のイキっぷり!                                                                   | IPX-365  | アイデアポケット |
| 2019 | 10月13日     | 射精ホヤホヤの敏感チ○ポ、今日はヤメずにシャブってやるからな | IPX-383  | アイデアポケット |
| 2019 | 11月13日     | 出張先相部屋NTR 絶倫の上司に一晩中何度もイカされ続けた女子社員 | IPX-398  | アイデアポケット |
| 2019 | 12月13日     | 1ヶ月間禁欲し彼女のいない数日間に彼女の妹と気が狂うくらい一心不乱にセックスしまくった 合計8回の密着性交!                                                                                  | IPX-414  | アイデアポケット |
| 2020 | 1月13日      | おじさん大好き痴女美少女が中年チ○ポを射精へ誘う焦らし寸止め舐めまくり性交 | IPX-427  | アイデアポケット |
| 2020 | 2月13日      | ピュア美少女 楓カレン 華麗なるFIRST BEST 8時間 10作品 20本番収録!! | IDBD-815 | アイデアポケット |
| 2020 | 3月13日      | 凌辱解禁!!―犯された美し過ぎる女教師― 純粋な精神と肉体を完全破壊! | IPX-451  | アイデアポケット |
| 2020 | 4月13日      | 敏感チ●ポに大改造 男潮スプラッシュspecial | IPX-466  | アイデアポケット |
| 2020 | 5月13日      | 彼女の妹のチート級美脚パンチラ誘惑にまんまと釣られたボク | IPX-484  | アイデアポケット |
| 2020 | 7月13日      | Beauty Venus VII | IPX-497  | アイデアポケット |
| 2020 | 8月13日      | 僕の恋人が家で待ってるのに、 終電を逃がし美人すぎる女子社員の家に泊まる流れに…ノーパンノーブラ 部屋着に興奮した絶倫のボクは一晩中ヤりまくった。。。 「終電ないなら、ウチで飲みませんか?」 | IPX-515  | アイデアポケット |
| 2020 | 9月13日      | 死ぬほど大嫌いな上司と出張先の温泉旅館でまさかの相部屋に… 醜い絶倫おやじに何度も何度もイカされてしまった私。                                                                              | IPX-528  | アイデアポケット |
| 2020 | 10月13日     | 死ぬほど気持ち悪い上司のデカチンに何度もイカされる屈辱レ×プ 変態上司にザーメンマーキングされた楓カレン                                                                                    | IPX-534  | アイデアポケット |
| 2020 | 11月13日     | 携帯ナースコールで24時間口内射精OK! 即尺超好きおしゃぶり痴女ナース | IPX-564  | アイデアポケット |
| 2020 | 12月13日     | 禁欲の果て、汗と絶頂汁まみれで交わりまくった3日間 | IPX-580  | アイデアポケット |
| 2021 | 1月13日      | 美人家庭教師カレン先生の接吻レクチャー個人レッスン | IPX-596  | アイデアポケット |
| 2021 | 2月13日      | 生徒と美人女教師の 逃避交 滞在先で愛し合う濃密ハメ撮り記録映像 | IPX-612  | アイデアポケット |
| 2021 | 3月13日      | 大好きな婚約者の兄は、昔私を犯し続けた粘着ストーカーだった | IPX-627  | アイデアポケット |
| 2021 | 4月13日      | 旦那への罪悪感を覚えつつ今日も義父の濃密レ●プに繰り返し絶頂を… | IPX-641  | アイデアポケット |
| 2021 | 5月13日      | 新人女子社員に焦らされ痴女られて迎える最高に深い射精 逆夜●いNTR | IPX-658  | アイデアポケット |
| 2021 | 5月13日      | 楓カレン 華麗なるSECOND BEST 8時間 色気漂うイイ女へ… | IDBD-841 | アイデアポケット |
| 2021 | 6月13日      | 純心美女「カレン」のバキュームフェラ5分我慢できれば「楓カレン」本人とSEXし放題in渋谷 | IPX-673  | アイデアポケット |
| 2021 | 7月13日      | 死ぬほど嫌いな義父の大好物は女子○生のワタシでした… | IPX-689  | アイデアポケット |
| 2021 | 8月13日      | 焦らされ、焦らされ、絶頂求める女のエロス確変オーガズム 一生分の超絶FUCK | IPX-706  | アイデアポケット |
| 2021 | 9月14日      | 「私、したくもないのにヤラされました…」 次から次へと入れ代わり…数珠繋ぎバトンレ×プされた気高きRQ。                                                                                        | IPX-724  | アイデアポケット |
| 2021 | 10月12日     | 楓カレン流 極楽射精メンズエステ | IPX-742  | アイデアポケット |
| 2021 | 11月9日      | あなたが家を空ける朝から晩、お義父さんのベロ舐め舌技にイカされ続け… | IPX-758  | アイデアポケット |
| 2021 | 11月11日     | ▲We are ideapocket!アイポケキャンペーンSpecial DVD! | wicp003  | アイデアポケット |
| 2021 | 12月14日     | 身代わり肉便器 射精しても射精しても終わらない絶倫極道オヤジとの10日間監禁生活 | IPX-776  | アイデアポケット |
| 2022 | 2月8日       | -媚薬で翌朝まで覚醒絶頂- キメセク相部屋NTR姦 「憎いほど大嫌いで別れたのに…」 | IPX-811  | アイデアポケット |
| 2022 | 3月8日       | 実験ドキュメント!! 24時間監視軟禁SEX! 丸1日ぶっ通しでカレンとヤリまくったらどうなってしまうのか…                                                                                          | IPX-831  | アイデアポケット |
| 2022 | 4月12日      | 出張先が記録的豪雨で童貞部下と突然相部屋に…雨で濡れた身体に興奮した部下に襲われ朝まで10発のびしょ濡れ絶倫性交                                                                             | IPX-850  | アイデアポケット |
| 2022 | 5月10日      | カレン先生のフェラチオがたまらなくてボクは理性を失いそうだ… 彼女がいるのに校内で大胆にしゃぶってくる美人痴女教師                                                                          | IPX-867  | アイデアポケット |
| 2023 | 11月10日     | 楓カレン-Second Impression- 伝説再び。 | IPZZ-170 | アイデアポケット |
| 2023 | 12月12日     | 綺麗なお姉さんにホテルの密室で24時間痴女られ絞りヌカれたい。 「カレン沼へようこそ…。」 | IPZZ-172 | アイデアポケット |
| 2024 | 1月9日       | 美主観 ≪プレイヤー体感型≫ 超没入オナニーサポート 【全編主観】至福の受け身オナニーを体感!!                                                                                                 | IPZZ-192 | アイデアポケット |
| 2024 | 2月13日      | 大嫌いなセクハラ上司のデカマラがドストライク過ぎて… 飲まされ酔わされ目覚めたらまさかの相部屋ラブホテル…朝までイカされ続けた私                                                             | IPZZ-240 | アイデアポケット |
| 2024 | 3月12日      | 教育実習生、飼育中…教え子に集団輪●レ×プされた水泳部顧問 | IPZZ-242 | アイデアポケット |
| 2024 | 4月1日       | 喰い込みTバックのカ・ゲ・キな誘惑 社内の男喰い女子社員は喰い込みTバックで誘う女 | PFES-065 | アイデアポケット |
| 2024 | 4月9日       | 「奥さんより私の方がフェラ上手いよ」 社内の男性社員をシャブり寝取るフェラ好き女上司 | IPZZ-261 | アイデアポケット |
| 2024 | 5月14日      | 人妻自宅エステサロン 醜いゲス隣人の絶倫チ〇ポで何度もイカされてしまった美人エステティシャン                                                                                               | IPZZ-281 | アイデアポケット |
| 2024 | 6月11日      | 婚前同窓会NTR ボクの愛する婚約者が性格最悪セックス最高なクズ元カレの絶倫ピストンに朝までイカされ続けた浮気映像                                                                            | IPZZ-308 | アイデアポケット |
| 2024 | 7月9日       | 可愛いくてエロい後輩OLをホテルへお持ち帰りしたら…度を越えた≪絶倫女≫で返り討ちにあった。                                                                                                   | IPZZ-329 | アイデアポケット |
| 2024 | 8月13日      | 生ツバだら～り 長舌べろべろ 濃厚接吻と全身リップで射精を誘う舐めまくり痴女ナース | IPZZ-353 | アイデアポケット |
| 2024 | 9月10日      | 人体固定 マ○コ破壊ピストン無限FUCK 身動き取れず強●アクメ | IPZZ-376 | アイデアポケット |
| 2024 | 10月8日      | 甘サドギャルビッチがべろべろちゅぱちゅぱ痴女り放題。 精子爆ヌキトランス!! | IPZZ-396 | アイデアポケット |
| 2024 | 11月12日     | キレイなお姉さんのえぐいフェラチオと凄まじい顔面ザーメンシャワー!! | IPZZ-415 | アイデアポケット |
| 2024 | 12月10日     | 修学旅行の下見出張でセクハラ教師とまさかの相部屋に…軽蔑していたキモ教師に死ぬほどイカされまくった屈辱SEX                                                                                  | IPZZ-435 | アイデアポケット |
| 2025 | 1月14日      | 万引きギャル… 何発ヤッても帰してくれないしつこい追姦ピストンレ×プの悲劇。 「見逃してもらう代償にSEXしました…」                                                                            | IPZZ-456 | アイデアポケット |
| 2025 | 2月11日      | 童貞専用メイドカレンさんのSEXレクチャー個人レッスン ハートとチ〇ポを優しく包み込んでくれる最高の筆おろしご奉仕セックス                                                                    | IPZZ-484 | アイデアポケット |
| 2025 | 2月18日      | 楓カレンと新ありな。最強のふたり。女神ハーレム 今世紀最も美しいお姉さんに挟まれ痴女られSpecial                                                                                            | MIDA-039 | MOODYZ           |
| 2025 | 3月11日      | 超問題作解禁！！ 家庭訪問先のゴミ部屋親父に媚薬キメセクかまされイカされ続けた潔癖クソ真面目女教師                                                                                         | IPZZ-508 | アイデアポケット |

### アダルトVR
すべてアイポケVRより
- 「おかずになってア・ゲ・ル 」 完全独占1対1 史上最高のヴァーチャルオナニーサポート ハイクオリティー 美映像!!（2019年8月30日）
- 「あなたにイカされたい 」 イッてもイッても止めない!絶頂後にヴァーチャル追撃ピストン体感 視聴者主導型VR作品!プレイヤーはアナタ!（2019年10月17日）
- 生脚よりも100倍エロい!! 美脚パンストマニアックスVR 顔面・股間にパンスト美脚をスリスリシコシコ!画面越しにも匂い・質感が伝わるパンストフェチアングル!（2019年12月3日）
- 2020年姫始め! 着物のカレンと過ごすまったりイチャイチャSEX ハメ正月VR 今年最初のエッチはアナタのち○ぽでイカせて（2020年1月1日）
- 憧れの先輩が東京に染まり超絶ヤリマンになって帰ってきた。 欲求満たすためだけに使われたボクのハッピーち○ぽは何度も先輩をイカセ、何度射精しても許してもらえずそのまま一晩中ハメまくった（2020年7月30日）
- 「ディープキス…しよっ?」 愛しく激しく舌を絡ませた激情接吻Sex VR ヨダレ・ツバだくだく!興奮MAXキスプレイをVR体感!!（2020年8月27日）
- 「終電ないならウチ泊まる?」 終電逃がし美人女子社員の家にお泊まり!?ノーパンノーブラ 部屋着に興奮したアナタは…（2021年8月19日）
- 「今日は撮影休みだからアナタがいっぱいシテ」 大人気AV女優 「楓カレン（本人）」とイチャloveプライベート 独占同棲エッチッチVR（2021年10月22日）
- 初8KVR 圧倒美。「楓カレン」と見つめ合う≪ゼロ距離顔面！ゼロ距離キス！≫ 超密着2SEX 8K 長尺118分スペシャルVR（2024年2月9日）
- 美人家庭教師カレン先生の接吻レクチャー個人レッスン 2SEX！5射精！長時間122分コース! （2024年7月5日）

### 配信限定
- ナチュポケ REC:楓カレン ハメ撮り IP女優のありのまま解禁（2024年1月26日、アイデアポケット）

## 出演

### テレビ
- ビ〜チ9（2019年4月、テレ玉） - マンスリーゲスト
- みひなな食堂 #36 #37（2019年、エンタ!959）
- じっくり聞いタロウ～スター近況(秘)報告～（2019年11月8日、テレビ東京）[36]
- ゴッドタン（2020年10月17日、テレビ東京）[37][38]
- 月ともぐら（2024年2月23日 - 3月15日、テレビ東京）

### ネット配信
- バラエティ開拓バラエティ 日村がゆく（2019年6月12日、AbemaTV）
- ロンドンハーツ 究極恋愛シミュレーション ラブマゲドン（2024年9月23日[39]、TELASA）

### ウェブラジオ
- しずる村上のWALK THIS 麺（2023年11月12日[40] - 11月26日、AuDee）

### ゲーム
- 新宿スカウトバトル（2019年12月2日、DMM GAMES）- 「『バサースト』の警備員・楓カレン」役[41]